# Shimizu (métro d'Osaka)
Pour les articles homonymes, voir Shimizu.
Shimizu (清水駅, Shimizu-eki) est une station du métro d'Osaka sur la ligne Imazatosuji dans l'arrondissement d'Asahi à Osaka.

## Situation sur le réseau
La station Shimizu est située au point kilométrique (PK) 4,9 de la ligne Imazatosuji, entre les stations Taishibashi-Imaichi et Shimmori-Furuichi.

## Histoire
La station a été inaugurée le 24 décembre 2006.

## Services aux voyageurs

### Accès et accueil
La station est ouverte tous les jours.

### Desserte
- Ligne Imazatosuji :
  - voie 1 : direction Imazato
  - voie 2 : direction Itakano